# Campeonato Africano de Atletismo de 2014 - Salto em distância feminino
A prova do salto em distância feminino do Campeonato Africano de Atletismo de 2014 foi disputada no dia 12 de agosto de 2014 no Estádio de Marrakech  em Marrakech, no Marrocos. Participaram da prova 14 atletas. 

## Recordes
Antes desta competição, os recordes mundiais e do campeonato nesta prova eram os seguintes:
|                       | Nome               | Nacionalidade   | Distância | Local           | Data                |
| --------------------- | ------------------ | --------------- | --------- | --------------- | ------------------- |
| Recorde mundial       | Galina Chistyakova | União Soviética | 7m 52cm   | São Petersburgo | 11 de junho de 1988 |
| Recorde do campeonato | Blessing Okagbare  | Nigéria         | 6m 96cm   | Porto Novo      | 29 de junho de 2012 |
| Recorde africano      | Chioma Ajunwa      | Nigéria         | 7m 12cm   | Atlanta         | 2 de agosto de 1996 |

## Medalhistas
| Ouro            | Prata                | Bronze                        |
| Ese Brume (NGR) | Chinazom Amadi (NGR) | Joelle Mbumi Nkouindjin (CMR) |

## Cronograma
Todos os horários são locais (UTC+1).
| Data         | Hora  | Evento |
| ------------ | ----- | ------ |
| 12 de agosto | 19:25 | Final  |

## Resultado final
| Posição           | Atleta                   | Nacionalidade      | #1   | #2    | #3   | #4    | #5   | #6   | Resultados | Notas |
| ----------------- | ------------------------ | ------------------ | ---- | ----- | ---- | ----- | ---- | ---- | ---------- | ----- |
| Medalha de ouro   | Ese Brume                | Nigéria            | 6.34 | 6.50  | 6.44 | –     | 6.36 | –    | 6.50       |       |
| Medalha de prata  | Chinazom Amadi           | Nigéria            | 6.17 | 6.14  | 6.08 | 6.40w | 6.19 | 6.18 | 6.40w      |       |
| Medalha de bronze | Joelle Mbumi Nkouindjin  | Camarões           | 6.20 | 6.25  | x    | 6.18  | 6.10 | 6.18 | 6.25       |       |
| 4                 | Marlyne Ngo Ngoa         | Camarões           | 6.07 | 5.88  | x    | 6.23  | 6.24 | 6.24 | 6.24       |       |
| 5                 | Tahani Romaissa Belabiod | Argélia            | x    | 6.17w | x    | x     | x    | x    | 6.17w      |       |
| 6                 | Elizabeth Dadzie         | Gana               | 5.93 | 6.14  | –    | –     | 5.92 | 5.69 | 6.14       |       |
| 7                 | Carla Marais             | África do Sul      | 6.10 | 6.11  | 4.71 | x     | 6.00 | x    | 6.11       |       |
| 8                 | Gladys Musyoki           | Quênia             | 6.03 | 6.09  | x    | 5.81  | 5.95 | x    | 6.09       |       |
| 9                 | Jihad Bakhechi           | Marrocos           | 5.65 | 5.94  | 5.79 |       |      |      | 5.94       |       |
| 10                | Jamaa Chnaik             | Marrocos           | 5.85 | x     | x    |       |      |      | 5.85       |       |
| 11                | Cecilia Bouele Bondo     | República do Congo | 5.64 | x     | 5.64 |       |      |      | 5.64       |       |
| 12                | Mariam Issifou           | Benim              | 5.50 | 5.15  | x    |       |      |      | 5.50       |       |
| 13                | Worokia Sanou            | Burquina Fasso     | x    | x     | 5.24 |       |      |      | 5.24       |       |
| 14                | Zeiba Zeine              | Etiópia            | x    | 5.20  | x    |       |      |      | 5.20       |       |

Legenda
| Recorde mundial       | Recorde mundial (World record)               |                       | Recorde africano                      | Recorde africano (African) |                                           | Q | Classificado por posição (Qualified) |
| Recorde do campeonato | Recorde do campeonato (Championship record)  | Recorde da América    | Recorde da América (Americas)         | q                          | Classificado por melhor tempo (Qualified) |   |                                      |
| Melhor marca do ano   | Melhor marca do ano (World leading)          | Recorde asiático      | Recorde asiático (Asian)              | DNS                        | Não largou (Did not start)                |   |                                      |
| Recorde nacional      | Recorde nacional (National record)           | Recorde europeu       | Recorde europeu (European)            | DNF                        | Não terminou (Did not finish)             |   |                                      |
| Recorde pessoal       | Recorde pessoal do atleta (Personal best)    | Recorde da Oceania    | Recorde da Oceania (Oceania)          | DSQ / DQ                   | Desclassificado (Disqualified)            |   |                                      |
| Recorde da temporada  | Recorde da temporada do atleta (Season best) | Recorde sul-americano | Recorde sul-americano (South America) | NM                         | Sem marca (No mark)                       |   |                                      |